# Anca Pop

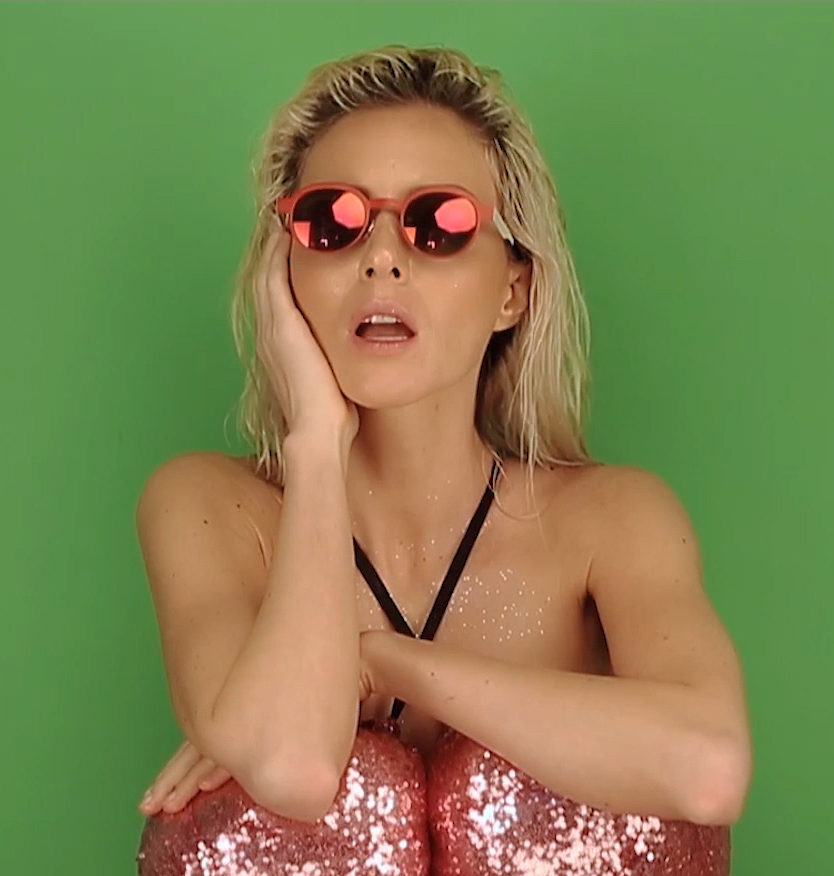
Anca Pop

Anca Pop (* 22. Oktober 1984 in Moldova Nouă; † 16. oder 17. Dezember 2018 in Svinița) war eine rumänisch-kanadische Sängerin.

## Leben
Im Alter von drei Jahren flohen Ancas Eltern mit ihr nach Serbien. Dort bekam sie wie ihre Eltern den serbischen Pass. Nur sieben Monate später wanderte ihre Familie nach Ontario (Kanada) aus. Durch die Auswanderung erhielt Anca zusätzlich die kanadische Staatsangehörigkeit. Ab dem siebten Lebensjahr erhielt sie Unterricht im Gesang und der Mandoline. Nachdem sie mit ihrer Familie zunächst zurück nach Rumänien gegangen war, entschied sich Anca später jedoch, wieder nach Kanada zu ziehen.
Durch eine Demoaufnahme im Jahr 2004 wurde sie bei 604 Records durch Jonathan Simkin unter Vertrag genommen. Über Goran Bregović erfolgte mit den Songs Champagne for Gypsies (2008) und Jealous Monster (2012) ihr Durchbruch. Bei der Plattenfirma Roton veröffentlichte Anca Pop ihr Video Free Love am 28. April 2015 (Single). Zu dieser Zeit outete sie sich zudem als bisexuell. Fast drei Monate später, am 22. Juli 2015, veröffentlichte der Playboy eine Ausgabe mit ihr auf dem Cover, welche einen stilistischen Bezug zu ihrem Video aufwies. Ab 2016 wurden Videos wie Ring Around und Loco Poco in Ländern wie China/Macau und Japan gedreht. Durch diese Produktionen lebte sie unter anderem auch in Thailand. Sie wurde 2017 viel mehr mit ihrem Song Ederlezi bekannt, der ein Sommerhit in den Balkanstaaten wurde.
Pop wurde am 16. Dezember 2018 als vermisst gemeldet; am 17. Dezember 2018 wurden ihr Auto und ihre Leiche in der Donau gefunden.